# منتزه سييرا نورتي دي إشبيلية الطبيعي
منتزه سييرا نورتي دي إشبيلية الطبيعي (بالإسبانية: Parque natural de la Sierra Norte de Sevilla)‏ هي فضاء طبيعي شاسع بها حديقة تقع في شمال مقاطعة إشبيلية وتُعد أكبر منطقة محمية في الأندلس. أُعلنت محمية طبيعية في 1989 بمساحة 177484 هكتارًا على أراضي بلديات ألانيس، المدائن، كاثاييا دي لا سييرا، قسطنطينة، وادي القنال،الريال دي لا خارا، البيدروسو، لا بويبلا دي لوس إنفانتيس، لاس نابس دس لا كونثيبثيون وسان نيكولاس ديل بوريتو في نطاق كوماركا سييرا نورتي. يبلغ عدد سكان هذه البلديات حوالي 30000 نسمة، وتسمح الحديقة الطبيعية باستغلال مختلف للمنطقة وخاصة في قطع الأشجار وتربية الماشية.